# (84919) Karinthy
(84919) Karinthy est un astéroïde de la ceinture principale.

## Description
(84919) Karinthy est un astéroïde de la ceinture principale. Il fut découvert le 3 novembre 2003 à Piszkesteto par Krisztián Sárneczky et Szabolcs Mészáros. Il présente une orbite caractérisée par un demi-grand axe de 2,81 UA, une excentricité de 0,13 et une inclinaison de 13,2° par rapport à l'écliptique.

## Compléments